# Salgüeros de Aldeamayor
Salgüeros de Aldeamayor este o arie protejată (arie specială de conservare — SAC, sit de importanță comunitară — SCI) din Spania întinsă pe o suprafață de 1.181,57 ha, integral pe uscat.

## Localizare
Centrul sitului Salgüeros de Aldeamayor este situat la coordonatele 41°31′33″N 4°40′16″W / 41.5257°N 4.6711°V.

## Înființare
Situl Salgüeros de Aldeamayor a fost declarat sit de importanță comunitară în februarie 2004 pentru a proteja 1 specie de plante și 1 specie de animale. Situl a fost protejat și ca arie specială de conservare în septembrie 2015.

## Biodiversitate
Situată în ecoregiunea mediteraneană, aria protejată conține 10 habitate naturale: Tufărișuri halofile mediteraneene și termo-atlantice (Sarcocornetea fruticosi), Salicornia și alte specii anuale care populează regiunile mlăștinoase și nisipoase, Pajiști umede mediteraneene cu ierburi înalte de Molinio-Holoschoenion, Stepe sărăturate mediteraneene (Limonietalia), Iazuri temporare mediteraneene, Tufărișuri termo-mediteraneene și de pre-deșert, Ape puternic oligomezotrofe cu vegetație bentonică cu Chara spp., Păduri de pin mediteraneene cu pini mezogeni endemici, Pășuni mediteraneene udate de apa mării (Juncetalia maritimi), Pseudostepă cu ierburi și specii anuale de Thero-Brachypodietea.
La baza desemnării sitului se află mai multe specii protejate:
- plante (1): Lythrum flexuosum
- amfibieni (1): Discoglossus galganoi

Pe lângă speciile protejate, pe teritoriul sitului au mai fost identificate 10 specii de plante, 6 specii de amfibieni, 1 specie de mamifere.